# Pyrrhalta grisseovillosa
Pyrrhalta grisseovillosa is een keversoort uit de familie bladkevers (Chrysomelidae). De wetenschappelijke naam van de soort werd in 1890 gepubliceerd door Martin Jacoby.